# Tuvani
I tuvani (o anche tuviniani; in lingua tuvana e in mongolo: Тывалар, Tyvalar) sono un gruppo etnico di origine turca della Russia e della Cina. Sono stanziati principalmente nella repubblica di Tuva, in Russia, e sono storicamente conosciuti come un gruppo degli urianhaj (mongolo Урианхай; tradotto in cinese con 烏梁海 Wūliánghǎi). I tuvani, come anche gli šori ed i sajani, sono noti per presentare frequentemente depigmentazione (capelli biondi), carattere probabilmente ereditato dagli antichi Ting-ling o dai chirghisi dello Enisej.

## Storia
I tuvani sono quasi sempre stati, nel corso della loro storia, allevatori, in special modo di capre, pecore, cammelli, renne e yak. Tradizionalmente hanno sempre vissuto in iurta o čum che erano soliti spostare per pascolare le mandrie.

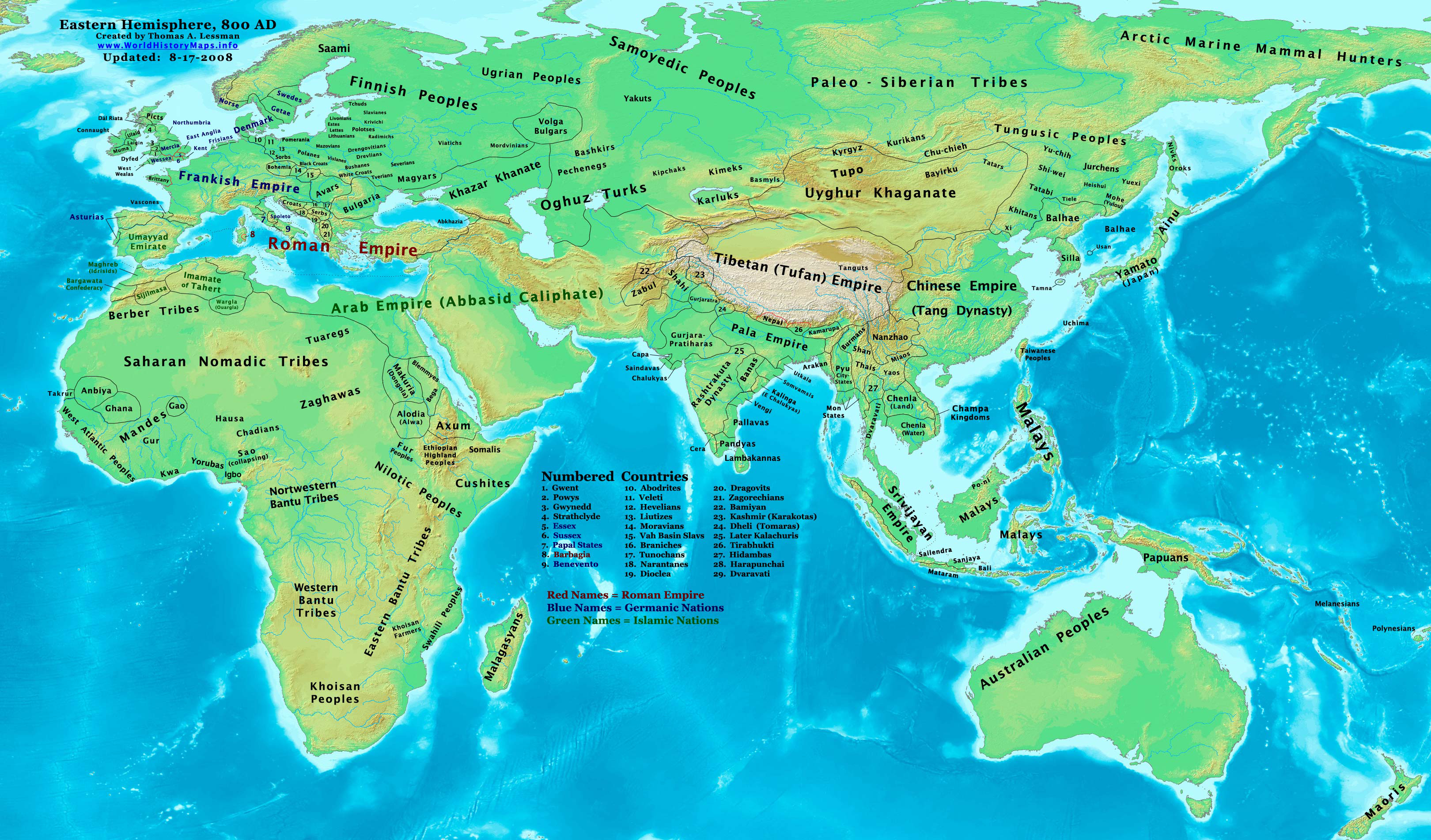
Una mappa che mostra l'estensione del Khaganato uiguro nell'820

I tuvani furono assoggettati all'Impero uiguro fra i secoli VIII e IX. Gli uiguri stabilirono molte fortificazioni nel territorio di Tuva come segno della sottomissione tuvana (vi è oggi un progetto per restaurare una di queste antiche fortificazioni, Por-Bazhyn nei pressi del lago Tere-Khol, per trasformarla in un centro di ricreazione e turistico). L'influenza dell'occupazione uigura è stata presente in Tuva fino alla fine del XIX secolo a causa dell'applicazione del nome Ondar Uyghur per i tuvani ondar che vivevano nei pressi del fiume Chemčik, nelle regioni a sud-ovest. La dominazione uigura fu interrotta nell'840 dai kirghisi che sopraggiunsero dal lato nord del fiume Enisej. I chirghisi vi stabilirono un khanato che durò fino all'avvento dei mongoli nel XIII secolo.
Nel 1207 il principe oirato Kuduka-Beki guidò i distaccamenti di Djuci verso un affluente del fiume Kaa-Khem. Si unirono lì ai tuvani Kešdim, Bait e Telek e fu l'inizio del regno mongolo in terra tuvana. Uno dei più grandi generali di Gengis Khan, Subotai, probabilmente era un tuvano.
I tuvani furono dominati fino al XVII secolo dal capo mongolo-Khalka Sholoi Ubashi (khanato di Altyn-Khan), Fu in questo periodo, nel 1615, che i primi russi visitarono Tuva nel ruolo di emissari per il khanato di Altyn-Khan. I documenti russi di questo periodo raccontano di differenti gruppi tribali che contribuirono alla formazione dei moderni tuvani. Tyumenets e Petrov descrivono i maad, stanziati nel bacino di Bii-Khem, a circa quattordici giorni di cavallo da Tomsk. I maad si spostarono attraverso l'area di Chemčik e Ulug-Khem fino ai territori dell'Altyn-Khan nei pressi del lago Uvs Nuur.
Lo Stato di Altyn-Khan scomparve a causa delle continue guerre tra gli oirati e gli halh di Jasaghtu Khan. I tuvani divennero parte dello Stato zungaro controllato dagli oirati. Gli zungari dominarono gli altopiani tra i monti Saiani e gli Altaj fino al 1755. Fu in questo periodo che molte tribù si sciolsero, migrarono o si unirono. Gruppi di telengit altaj si stanziarono nelle regioni occidentali di Tuva sui fiumi Chemčik e Barlyk e nella regione di Bai-Taiga.

### Cina
In Cina i tuvani vivono principalmente nella Regione Autonoma dello Xinjiang e sono stati inseriti nell'etnia mongola.

## Cultura

### Religione

Sciamani tuvani.

La religione tradizionale dei tuvani è l'animismo (sciamanesimo), che è ancora ampiamente praticato insieme al buddhismo tibetano.

### Musica

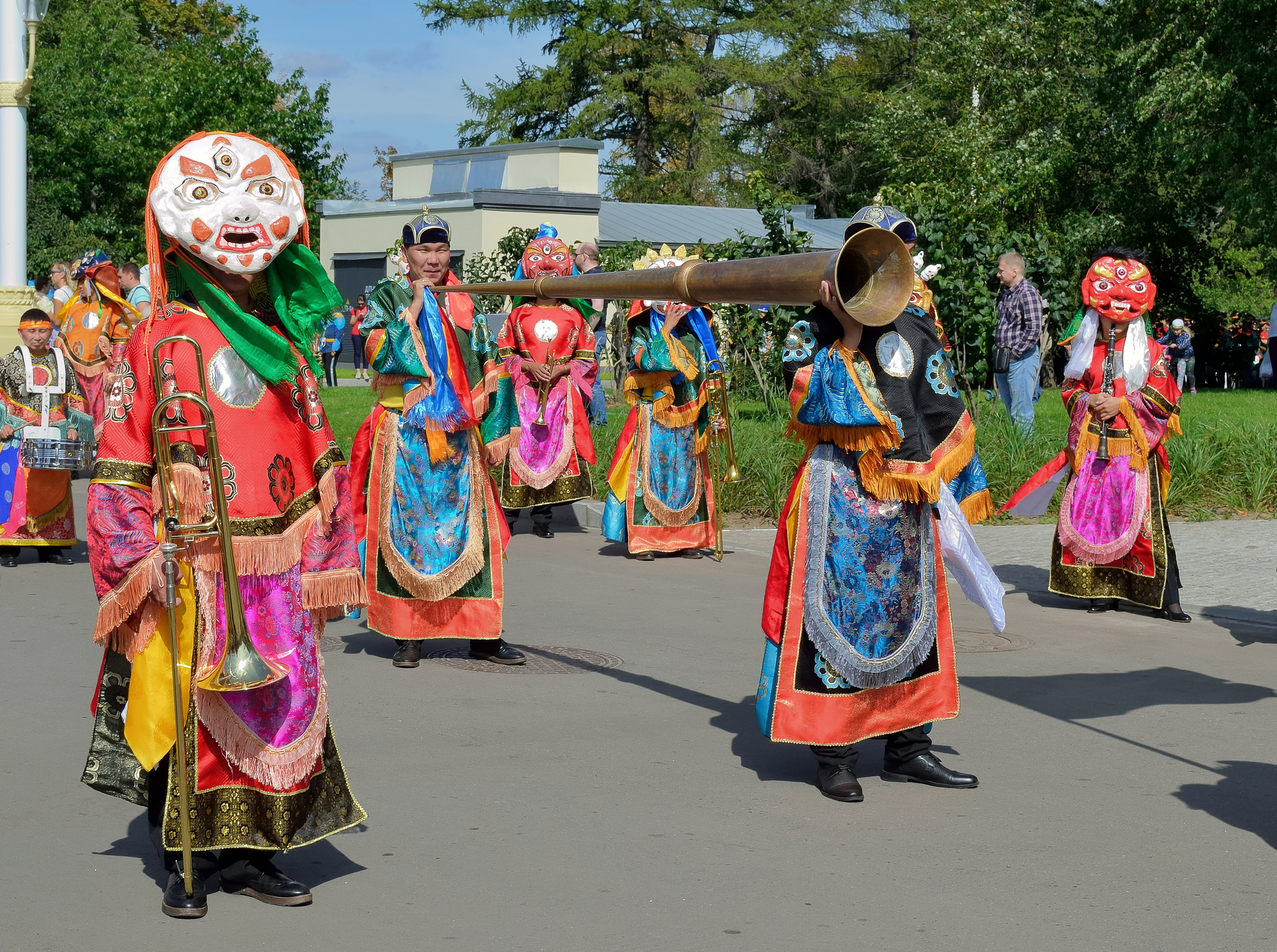
Gli strumenti a fiato tradizionali dei Tuvani.

La musica tradizionale tuvana è famosa in tutto il mondo grazie allo Khoomei, un insieme di tecniche di canto difonico con le quali i cantanti creano un bordone costante con la voce, mentre con gli armonici da esso generati formano delle melodie in scala pentatonica. Questo stile di canto si sviluppò dall'abitudine dei pastori di imitare il verso degli animali e della natura, al fine di armonizzarsi con essa attraverso il suono, in modo analogo al canto a tenore della Sardegna.
Gli strumenti musicali principali sono l'Igil, una viella a due corde intrecciate da crine di cavallo, il doshpuluur, di fatto un banjo a tre corde, ed il kengirge, un grosso tamburo di pelle di capra, importato dai buddisti tibetani.